# Gmina Ridala
Gmina Ridala (est. Ridala vald) – gmina wiejska w Estonii, w prowincji Lääne.
W skład gminy wchodzą:
- 2 okręgi miejskie: Paralepa, Uuemõisa.
- 56 wsi: Aamse, Allika, Ammuta, Emmuvere, Erja, Espre, Haeska, Herjava, Hobulaiu, Jõõdre, Kabrametsa, Kadaka, Kaevere, Kiideva, Kiltsi, Kiviküla, Koheri, Koidu, Kolila, Kolu, Käpla, Laheva, Lannuste, Liivaküla, Litu, Lõbe, Metsaküla, Mäeküla, Mägari, Nõmme, Panga, Parila, Puiatu, Puise, Pusku, Põgari-Sassi, Rohense, Rohuküla, Rummu, Saanika, Saardu, Sepaküla, Sinalepa, Suure-Ahli, Tammiku, Tanska, Tuuru, Uneste, Uuemõisa, Valgevälja, Varni, Vilkla, Võnnu, Väike-Ahli, Vätse, Üsse.